# Гриндейл (школьный округ)
Гриндейлский школьный округ (англ. Greendale School District) — школьный округ в округе Милуоки, штат Висконсин (США). Округ расположен в юго-западном районе Милуоки, в деревне Гриндейл. В округ входят: Гриндейлская средняя школа, основная средняя школа Гриндейла и три начальные школы (Кентербери, Колледж-Парк и Хайленд-Вью). Частная школа Time 4 Learning предлагает дошкольное образование для четырёхлетних детей. Учащиеся школьного округа Гриндейл при необходимости прибегают к услугам окружной медсестры.

## История
Гриндейл — один из трёх городов «зелёного» («green») пояса — городов, построенных правительством США во время Великой депрессии. Программа строительства городов была частью нового курса президента Франклина Рузвельта. И по сей день деревня с населением 14 000 человек, расположенная недалеко от Милуоки, отражает сельский уклад жизни в городской черте. Гриндейл, который часто называют «Садовой общиной», известен своим гостеприимством, живописным ландшафтом, качественными домами и образцовыми школами.

## Расовый и гендерный состав учащихся
В школах, обслуживаемых школьным округом Гриндейл, 73,9 % учащихся — белые, 5,5 % — чёрные, 13,5 % — азиаты, 4 % — латиноамериканцы, 0,5 % — американские индейцы или коренные жители Аляски, 73,9 % — коренные гавайцы или другие жители тихоокеанских островов. Кроме того, 0,2 % студентов представляют две или более рас. Кроме того, 47 % учащихся — женщины, а 53 % — мужчины. В школах школьного округа Гриндейл 25,4 % учащихся имеют право на участие в федеральной программе бесплатного и льготного питания, а 23,0 % учащихся изучают английский язык.

## Успеваемость и статистика
Школьный округ Гриндейл, в котором в 2019—2020 учебном году обучалось 2730 учеников, обеспечивает отличное государственное образование для всех дошкольников с детского сада и учащихся с первого по двенадцатый класс. Согласно результатам государственных тестов, 57 % учащихся имеют как минимум высокий уровень знаний по математике и 56 % по чтению. Доля меньшинств в округе составляет 30 %. Кроме того, 25,4 % учащихся находятся в экономически неблагоприятном положении.
В школьном округе Гриндейл 61 % учащихся начальной школы прошли тестирование на уровне или выше профессионального уровня по чтению, а 69 % — по математике. Кроме того, 62 % учащихся средних классов (6—8) прошли тестирование на уровне или выше профессионального по чтению, а 51 % — по математике. И 55 % учащихся старших классов (9—12) прошли тестирование на уровне или выше профессионального уровня по чтению, и 55 % — по математике.
Согласно ранкингу платформы Niche, который ранжирует около 100 000 школ и районов на основе статистики и мнений учеников и родителей, Гриндейлский школьный округ является лучшим местом для преподавания в Висконсине, и районом с лучшими учителями в Висконсине. В округе работают более 300 сотрудников образовательной сферы. В школьном округе Гриндейл 99,1 % учителей имеют лицензию, а 95,8 % имеют опыт работы от трех и более лет. Соотношение учеников к учителям ниже, чем в среднем по штату, и составляет 15:1. В округе работает 1 консультант на полную ставку. Средняя зарплата учителя в Гриндейлском школьном округе — 73 493 доллара США. В среднем на одного учителя приходится 15 учеников. Школьный округ Гриндейл ежегодно расходует $13 152 на одного ученика. Годовой доход округа составляет $36 137 000. В целом, округ тратит $7581,5 млн на обучение, $3968,1 млн на вспомогательные услуги и $311,6 млн на прочие расходы.
| Статья                            | Сумма       | Сумма на 1 студента | Процент |
| --------------------------------- | ----------- | ------------------- | ------- |
| Итого доходы:                     | $36 727 000 | $13 975             |         |
| Доходы по источникам              |             |                     |         |
| Федеральные:                      | $1 456 000  | $554                | 4 %     |
| Муниципальные:                    | $19 712 000 | $7501               | 54 %    |
| Штата:                            | $15 559 000 | $5920               | 42 %    |
| Итого расходы:                    | $36 521 000 | $13 897             |         |
| Итого текущие расходы::           | $31 032 000 | $11 808             |         |
| Расходы на обучение:              | $20 355 000 | $7745               | 66 %    |
| Поддержка студентов и персонала:  | $2 735 000  | $1041               | 9 %     |
| Администрирование:                | $3 979 000  | $1514               | 13 %    |
| Операции, служба питания, другие: | $3 963 000  | $1508               | 13 %    |
| Итого капитальные вложения:       | $3 015 000  | $1147               |         |
| Строительство:                    | $1 509 000  | $574                |         |
| Итого, образование и др::         | $1 303 000  | $496                |         |
| Проценты по задолженности::       | $400 000    | $152                |         |

В 2007 году школьный округ Гриндейл был признан журналом Milwaukee Magazine лучшей школьной системой в столичном округе Милуоки.
На 2021 учебный год в школьном округе Гриндейл средний рейтинг тестирования составлял 9/10 — результат 20 % лучших государственных школ штата Висконсин.